# غيلوم دوكاتيل
غيلوم دوكاتيل (بالفرنسية: Guillaume Ducatel)‏ (مواليد 21 يناير 1979 في بولي لي ماينز - فرنسا) لاعب كرة قدم فرنسي يلعب حاليا لصالح نادي الدرجة الأولى بولوني الفرنسي منذ 2000 في مركز الوسط المحوري.

## روابط خارجية
- غيلوم دوكاتيل على موقع قاعدة بيانات كرة القدم.إي يو (الإنجليزية)
- غيلوم دوكاتيل على موقع ليكيب (الفرنسية)